# Lars Patrick Berg

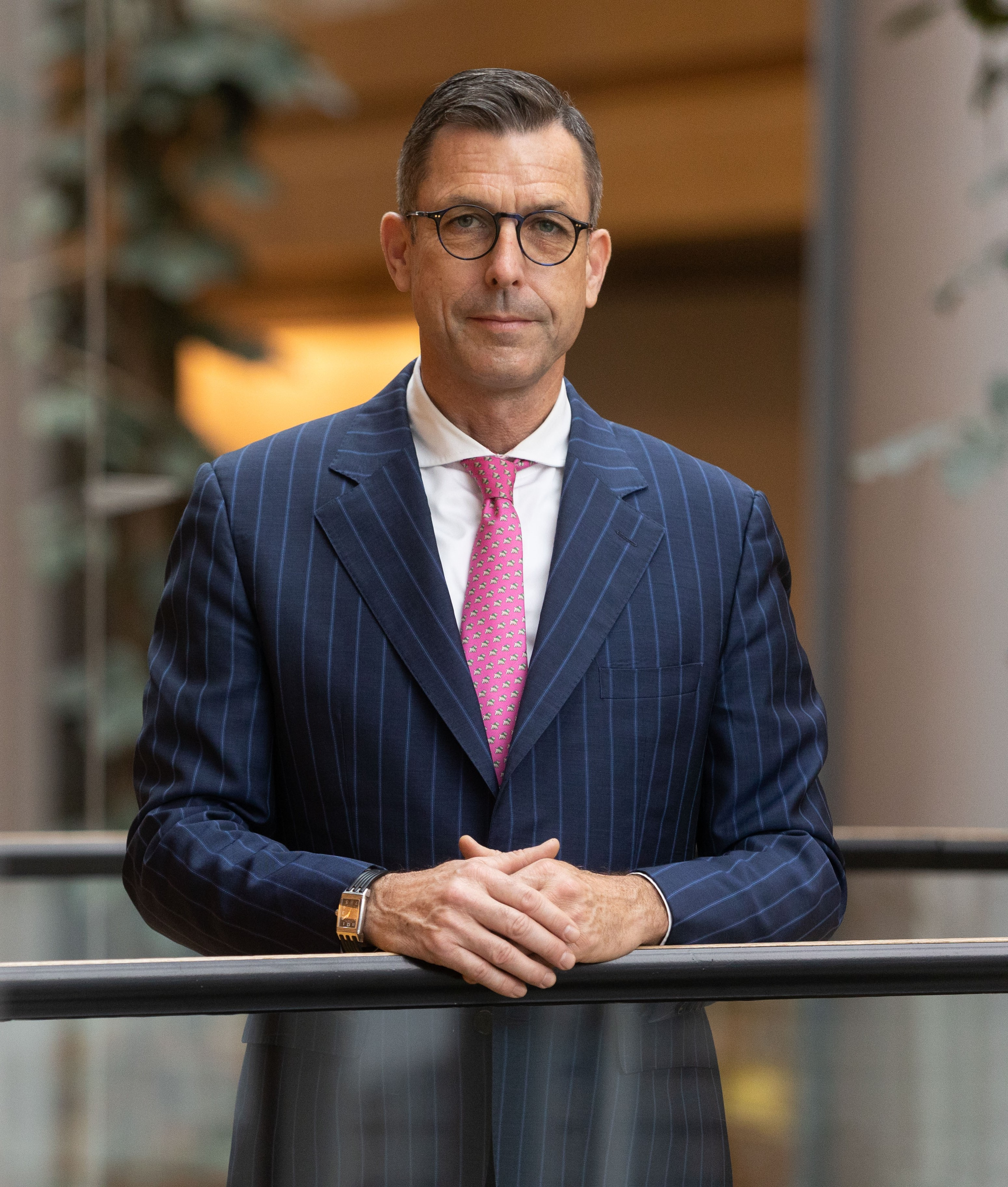
Lars Patrick Berg (2019)

Lars Patrick Berg (* 22. Januar 1966 in Frankfurt am Main) ist ein deutscher Politiker (Bündnis Deutschland, vorher LKR und AfD). Er war von 2019 bis 2024 Mitglied des Europäischen Parlaments und zuvor von 2016 bis 2019 Mitglied des Landtags von Baden-Württemberg.
Bei der Europawahl 2024 war er Spitzenkandidat von Bündnis Deutschland. Mit 163.272 Stimmen und 0,4 % Anteil wurde der Einzug verpasst, dafür waren ca. 0,6 % erforderlich.

## Leben
Berg wuchs als Sohn einer Engländerin und eines Deutschen zweisprachig im Raum Böblingen auf. Er legte sein Abitur 1988 am Kolleg St. Blasien ab. In Tübingen, Heidelberg und München studierte er osteuropäische Geschichte. Nach beruflichen Stationen in Herrenberg und Frankfurt studierte er von 2007 bis 2009 in Leipzig und Moskau internationale Energiewirtschaft. Danach war er als selbstständiger PR-Berater tätig. Von 2013 bis 2014 war Berg Pressesprecher des Landratsamtes Sigmaringen. Anschließend arbeitete er als Pressesprecher der AfD im Europäischen Parlament in Brüssel.
Berg ist verheiratet und wohnt in Plankstadt. Er ist Oberstleutnant der Reserve bei der Bundeswehr und seit dem Studium Mitglied in den katholischen Studentenverbindungen KDStV Arminia Heidelberg und AV Guestfalia Tübingen, beide im CV.

## Politik

### AfD und LKR (2013–2023)
Berg trat im März 2013 der Alternative für Deutschland bei. Von April 2013 bis Oktober 2014 sowie von Juli 2015 bis März 2016 war er Mitglied im Landesvorstand Baden-Württemberg.
Bei der Landtagswahl in Baden-Württemberg 2016 wurde er mit 15,9 Prozent der Stimmen im Wahlkreis Tuttlingen-Donaueschingen (Wahlkreis 55) in den Landtag von Baden-Württemberg gewählt. Dort übernahm er die Funktion des innenpolitischen Sprechers der AfD-Fraktion. Zudem war er Mitglied im Ausschuss für Inneres, Digitalisierung und Migration sowie im Ausschuss für Europa und Internationales.
Ehrenamtlich übernahm er den stellvertretenden Vorsitz des Stiftungsrates der Stiftung Entwicklungs-Zusammenarbeit Baden-Württemberg (SEZ) sowie den stellvertretenden Vorsitz der AfD-nahen Desiderius-Erasmus-Stiftung.
Nach seiner Wahl ins Europäische Parlament legte er sein Landtagsmandat nieder. Für ihn rückte Doris Senger nach.
Bei der Europawahl 2019 wurde Berg über den Listenplatz 4 in das Europäische Parlament gewählt. Dort gehörte er zunächst der Fraktion Identität und Demokratie (ID) an und war Mitglied im Ausschuss für auswärtige Angelegenheiten (AFET), im Unterausschuss Menschenrechte (DROI), im Unterausschuss für Sicherheit und Verteidigung (SEDE) und in der Delegation für die Beziehungen zu den Maghreb-Ländern und der Union des Arabischen Maghreb, unter anderem in den Gemischten Parlamentarischen Ausschüssen EU-Marokko, EU-Tunesien und EU-Algerien (DMAG).
Durch seine Mitgliedschaft im Ausschuss für auswärtige Angelegenheiten nahm er häufig an Treffen mit Repräsentanten anderer Länder teil, z. B. im Oktober 2019 in Delhi mit dem indischen Premierminister Narendra Modi.
Im Mai 2021 erklärte Berg seinen Austritt aus der AfD und aus der ID-Fraktion; er kritisierte die Beschlüsse des AfD-Parteitags vom April 2021, in denen unter anderem ein EU-Austritt Deutschlands gefordert wurde. Zwischenzeitlich war er fraktionslos, bevor er sich am 23. Juni 2021 der Fraktion Europäische Konservative und Reformer anschloss.
Berg war seit Juli 2021 bis Januar 2023 Mitglied der Liberal-Konservativen Reformer.

### Bündnis Deutschland (seit 2023)
Im Januar 2023 verließ er die LKR und trat der im Herbst 2022 gegründeten Partei Bündnis Deutschland bei, die somit auch Mitglied der EKR-Fraktion war.
Am 30. September 2023 wurde Berg zum Spitzenkandidaten für die Europawahl 2024 gewählt. Seine Partei erzielte jedoch nur 0,4 Prozent der Stimmen und damit nicht genug für ein Mandat, weshalb er mit Ablauf der Legislaturperiode aus dem Europäischen Parlament ausschied. Im November 2024 wurde Berg als Beisitzer in den Bundesvorstand von Bündnis Deutschland gewählt. Bei der Bundestagswahl 2025 kandidierte er auf Platz 8 der baden-württembergischen Landesliste von Bündnis Deutschland.

## Politische Positionen
Als Landtagsabgeordneter
Ein Schwerpunkt seiner politischen Arbeit im Wahlkreis lag auf der Erhaltung des Polizeipräsidiums in Tuttlingen, das im Zuge der Evaluation der Polizeistrukturreform 2012 geschlossen werden soll. Zudem sprach er sich für den Erhalt des Tuttlinger Donau-Aufstaus in den Sommermonaten aus. Kleine Anfragen Bergs hatten unter anderem illegale Einreisen über die Grenzen zwischen Baden-Württemberg und der Schweiz sowie Frankreich, die Anzahl der Kinderehen sowie den Salafismus in Deutschland zum Thema, den er als „eine akute Bedrohung für unsere Demokratie“ bezeichnete. In der 16. Wahlperiode des Landtags stellte er die zweitmeisten Kleinen Anfragen aller Abgeordneten.
Als Europaabgeordneter
Anlässlich der Umbildung der italienischen Regierung vom Kabinett Conte I zu Kabinett Conte II lobte Berg die Politik des bisherigen Innenministers Matteo Salvini (Lega): Seenotrettung auf dem Mittelmeer sei „absolut unterstützenswert“, aber die aufgegriffenen Menschen sollten anschließend in nordafrikanische Länder gebracht werden. In Europa könne der Großteil der Geretteten nämlich langfristig weder seinen Lebensunterhalt verdienen noch sich integrieren, so Berg: „Die Vollbremsung unter Salvini war ok.“ Beim Thema Syrienkonflikt hat Berg die Militäraktionen der Türkei gegen die kurdische Bevölkerung scharf kritisiert. So hat Berg während einer Debatte im EU-Parlament davon gesprochen, dass die Kurden verraten wurden, nachdem diese den IS für uns bekämpft haben. Berg bezeichnete die Entscheidung, Georgien den Beitrittsstatus für die EU zu versagen, in seiner Funktion als Mitglied im Ausschuss für Auswärtige Angelegenheiten, als fatales Zeichen und großen strategischen Fehler der EU. Berg sprach sich für die Westbindung Deutschlands und der Europäischen Union aus und warb dafür einen Umgang mit der Volksrepublik China zu finden, der diese als wichtigen Wirtschaftspartner und gleichzeitigen systemischen Rivalen versteht.